# Rentería
Rentería (oficialmente en euskera: Errenteria) es una villa y municipio español situado en la parte oriental de la comarca de San Sebastián, en la provincia de Guipúzcoa, comunidad autónoma del País Vasco. Limita al norte con Lezo, al oeste con Hernani, Astigarraga y el barrio donostiarra de Alza, al este con Oyarzun y al nornoroeste con la bahía de Pasajes.
El municipio renteriano es una de las dieciséis entidades que componen el área metropolitana de San Sebastián, y comprende los núcleos de población de Rentería —capital municipal—, y Zamalbide.
Su población es de 39352 habitantes y es la tercera localidad más poblada de Guipúzcoa, tras San Sebastián e Irún.

## Toponimia
A lo largo de su historia ha recibido diversas denominaciones. Fue fundada como villa por Alfonso XI de Castilla en 1320 con el nombre de Villanueva de Oiarso en el lugar donde quizá se encontraba un pequeño núcleo de población preexistente denominado Orereta, nombre este al que el rey alude expresamente en la carta de fundación cuando ordena establecer la villa en «una tierra que dicen Orereta (...) mandamos que haya por nombre Villanueva de Oiarso». Oiarso era el nombre de la actual población de Oyarzun y también el del actual río Oyarzun que da nombre al valle en el que se encuentran tanto Rentería como Oyarzun. El origen etimológico de Oiarso/Oyarzun está en la palabra vasca oihartzun ('eco') y que quizá aludía el efecto sonoro que se generaba en esta parte del valle por la disposición de las montañas que lo delimitan.
Pese a ello, casi desde el mismo momento de su fundación, a Villanueva de Oiarso se le empezó a conocer también con el nombre de La Rentería: existe documentación que prueba que la villa ya tenía esa última denominación en 1340 (como lugar común dentro del valle) y en 1368 (como nombre propio equivalente a Villanueva de Oiarso). La razón de ese topónimo hay que buscarlo en el emplazamiento en Villanueva de Oiarso de la oficina en la que se recaudaban para la corona los impuestos (llamadas 'rentas reales') relativos a la exportación de la producción de hierro de las ferrerías cercanas. 
Villanueva de Oiarso (conocida también como Villanueva de Oyarzun) mantuvo casi desde su fundación fuertes litigios con las poblaciones del resto del valle del río Oyarzun de cuya jurisdicción había sido desgajada al ser fundada, lo que llevó a que el rey Juan II de Castilla concediera en 1453 también el título de villa al resto del valle, que pasó a ser la villa de Oiarso (más tarde Oyarzun). Pese a ello, los conflictos por el uso y reparto de las tierras del valle continuaron y ocasionarían a la postre que los habitantes de Villanueva de Oyarzun estuvieran especialmente interesados en distinguirse de los de Oyarzun (el resto del valle) por lo que la denominación Rentería (ya sin el artículo 'la') acabó desplazando desde el siglo XVIII incluso oficialmente al nombre original con el que la villa había sido fundada.
A partir de finales del siglo XVI, junto a la forma ya generalizada de Rentería, aparece en algunas ocasiones la forma Errenteria (e incluso Errenteri o Errenderi), el equivalente vasco de la forma castellana original Renteria, con la e- protética inicial característica en euskera, tan frecuente el caso de los préstamos lingüísticos que empiezan por erre en la lengua de origen (en este caso, el castellano).
En 1998 el Ayuntamiento de Rentería tomó la decisión de cambiar la denominación oficial del municipio y adoptó como forma única el nombre vasco Errenteria. 
A pesar de ello, la izquierda abertzale renteriana ha venido reivindicando que la verdadera denominación de la localidad debería ser Orereta, el nombre al que expresamente se alude en la carta fundacional de la villa para designar a la tierra o aldea sobre la que se fundó Villanueva de Oiarso. La Real Academia de la Lengua Vasca llegó a reconocer en 1994 Orereta como nombre histórico de Rentería, pero restringiendo su uso exclusivamente para designar la zona donde hoy se asienta el casco histórico de la localidad y prefiriendo, en cambio, la forma Errenteria como auténtico nombre vasco del municipio.
A principios del siglo XX, a los habitantes de Rentería se les conocía como galleteros, ya que en dicha localidad, se fabricaban las famosas galletas Olibet, nombre este último que más tarde daría nombre a un barrio de la población, construido a principio de la década de 1970 sobre los terrenos de esta empresa.

## Geografía
Integrado en la comarca de Donostialdea, se sitúa a 11 kilómetros del centro de San Sebastián. El término municipal está atravesado por la autopista del Norte AP-1, que procedente de Vitoria enlaza con la autopista del Cantábrico AP-8 hacia Francia, por la autovía GI-20, que conecta con San Sebastián, y por carretera provincial GI-636 (antigua N-I) que discurre paralela a la autopista en sentido Francia. 
El término municipal se extiende desde una zona montañosa al sur, que incluye parte del parque natural Aiako Arria, el monte Urdaburu y el curso alto del río Urumea, que hace de límite con Navarra e incluye el embalse de Añarbe, que represa las aguas del río Añarbe antes de su desembocadura en el Urumea. Por el norte, donde se encuentra el casco histórico, el territorio se abre a la desembocadura del río Oyarzun en la bahía de Pasajes. La altitud del territorio oscila entre los 625 metros en la zona montañosa al sureste y el nivel del mar en la bahía de Pasajes. El casco urbano se alza a 12 metros sobre el nivel del mar, aunque en algunas zonas llega a los 80 metros. 
| Noroeste: San Sebastián                                      | Norte: Pasajes y Lezo | Nordeste: Lezo y Oyarzun |
| Oeste: Astigarraga y San Sebastián (exclave)                 |                       | Este: Oyarzun            |
| Suroeste: Hernani, San Sebastián (exclave) y Arano (Navarra) | Sur: Arano (Navarra)  | Sureste: Oyarzun         |

### Barrios
- Alaberga

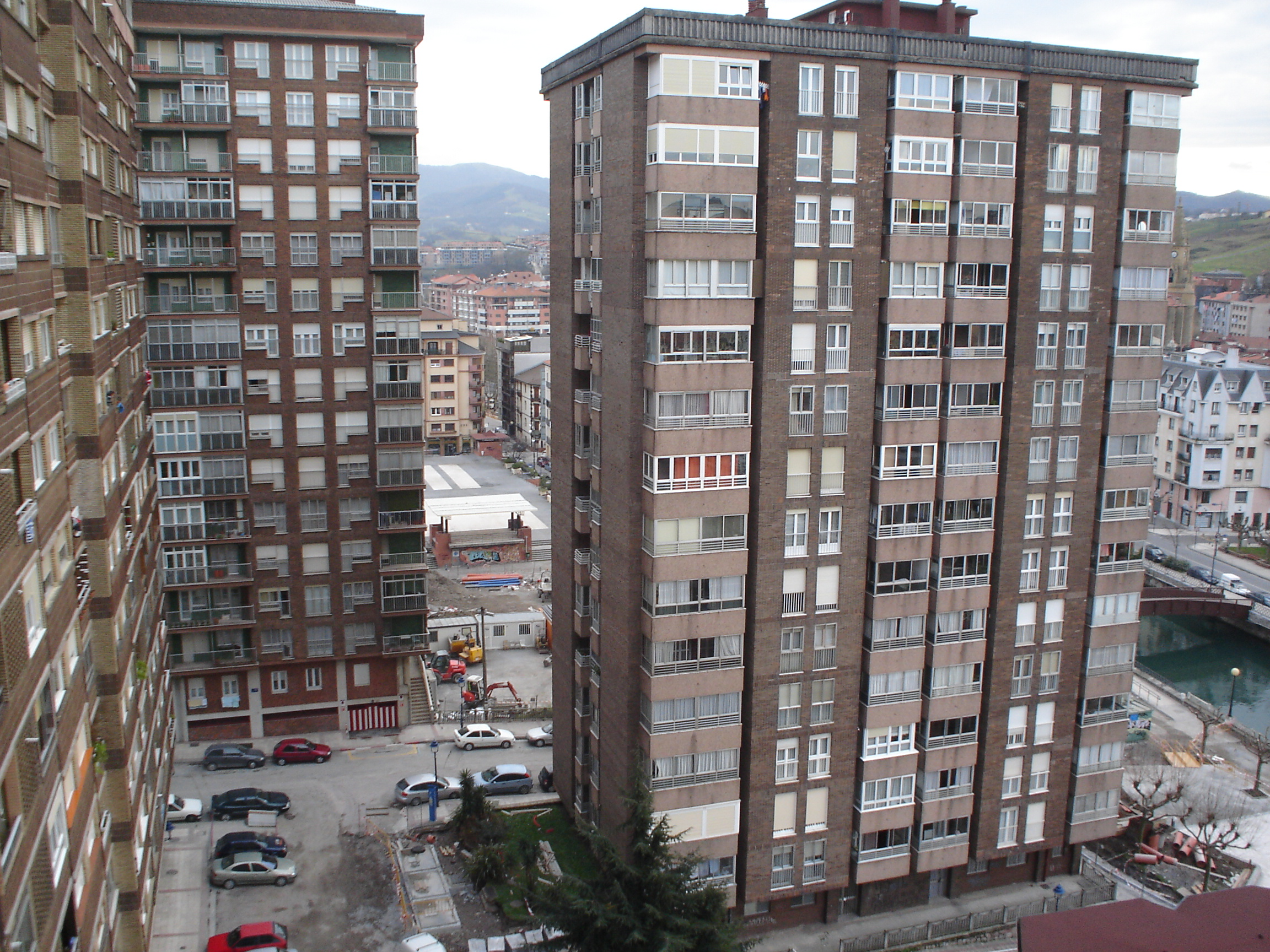
Barrio de Olibet-Casas Nuevas

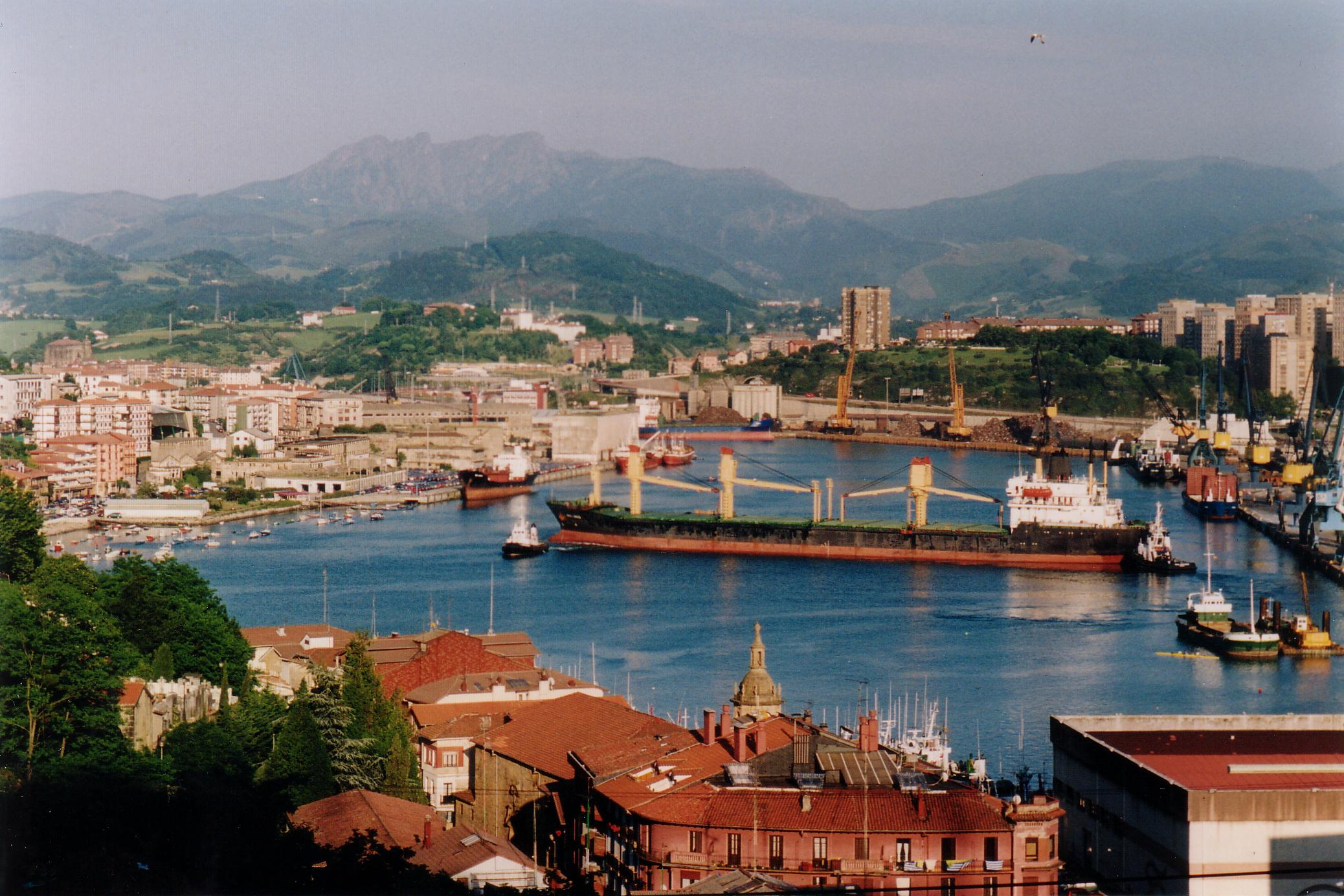
Bahía de Pasajes, vista desde Trincherpe. Las torres que se ven a la derecha se corresponden al barrio de Capuchinos

- Agustinas - Marcola (oficialmente en euskera: Agustinak - Markola)
- Capuchinos (oficialmente en euskera: Kaputxinoak)
- Castaño (oficialmente en euskera: Gaztaño)
- Centro (cooficialmente en euskera: Erdialdea)
- Fandería (oficialmente en euskera: Fanderia)
- Gabierrota (a veces dicho Gabiarrota)
- Galzaraborda (oficialmente en euskera: Galtzaraborda)
- Iztieta - Ondartxo
- Larzabal (oficialmente en euskera: Lartzabal)
- Olibet - Casas Nuevas (oficialmente en euskera: Olibet - Etxeberrieta)
- Pontika
- Zamalbide
- Perurena
- Beraun
- Yanci (oficialmente en euskera: Igantzi)

## Demografía
Rentería cuenta con una población de 39 352 habitantes (INE 2024).
| Gráfica de evolución demográfica de Rentería entre 1842 y 2021                                                      |
| |
| Población de derecho según los censos de población del INE Población de hecho según los censos de población del INE |

### Transporte

#### Autobuses urbanos
La villa de Rentería dispone de un servicio de autobuses urbanos gestionado por la empresa Herribus.

#### Autobuses interurbanos
Por el municipio discurren diferentes líneas de autobús interurbano gestionadas por Lurraldebus.

#### Ferrocarril
El municipio es abastecido la estación de Lezo-Rentería de Cercanías operado por la empresa Renfe. Esta estación pertenece a la línea C-1 del núcleo de Cercanías de San Sebastián.
Además el municipio dispone de diferentes estaciones de Euskal Trenbide Sareak operadas por Euskotren. Las estaciones pertenecen a la línea E2 y son las siguientes:
- Estación de Galtzaraborda
- Estación de Errenteria
- Estación de Fanderia

## Economía
Las siguientes empresas de Rentería superan los 50 trabajadores, según el Catálogo Industrial Vasco:
- Beissier: pinturas, revestimiento decorativos, masillas y plastes.
- Elster Medición: aparatos de medida y contadores.
- Materiales Eléctricos: distribución de material eléctrico e instalaciones eléctricas.
- Lekuona: elaboración de pan y bollería.
- Papresa: pasta papelera y papel de prensa. Pertenece al Grupo Alfonso Gallardo.
- Talleres Protegidos Gureak: Ensamblajes eléctricos y mecánicos. Montajes y mecanizados. Acondicionamiento, envase y embalaje.
- Urkabe Benetan: embutidos (Urkabe) y platos precocinados (Benetan).

## Administración y política
| Periodo   | Nombre                         | Partido | Partido                                                       |
| --------- | ------------------------------ | ------- | ------------------------------------------------------------- |
| 1979-1983 | Xabin Olaizola Lasa            |         | Herri Batasuna (HB)                                           |
| 1983-1987 | José María Gurruchaga Zapirain |         | Partido Socialista de Euskadi (PSE PSOE)                      |
| 1987-1995 | Miguel Ángel Buen Lacambra     |         | Partido Socialista de Euskadi (PSE PSOE)                      |
| 1995-1998 | Miguel Ángel Buen Lacambra     |         | Partido Socialista de Euskadi-Euskadiko Ezkerra (PSE-EE PSOE) |
| 1998-1999 | Adrián López Villegas          |         | Partido Socialista de Euskadi-Euskadiko Ezkerra (PSE-EE PSOE) |
| 1999-2003 | Miguel Ángel Buen Lacambra     |         | Partido Socialista de Euskadi-Euskadiko Ezkerra (PSE-EE PSOE) |
| 2003-2011 | Juan Carlos Merino González    |         | Partido Socialista de Euskadi-Euskadiko Ezkerra (PSE-EE PSOE) |
| 2011-2015 | Julen Mendoza Pérez            |         | Bildu                                                         |
| 2015-2019 | Julen Mendoza Pérez            |         | Euskal Herria Bildu (EH Bildu)                                |
| 2019-act. | Aizpea Otaegi Mitxelena        |         | Euskal Herria Bildu (EH Bildu)                                |

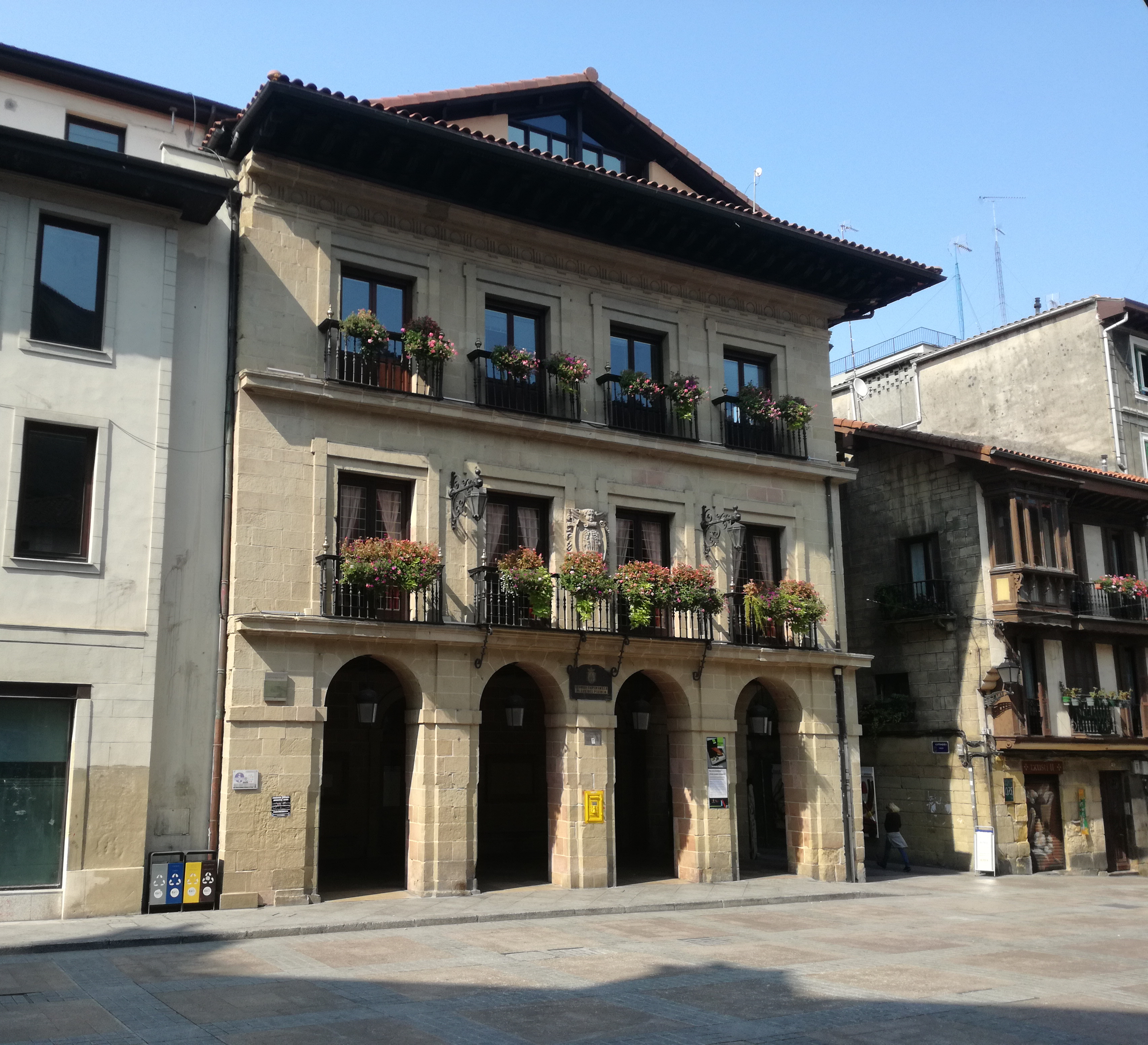
Ayuntamiento de Rentería

Los resultados de 2007 dieron como vencedor a Juan Carlos Merino, del PSE-EE, que regentaría la alcaldía del municipio en mayoría con el apoyo de los concejales del PNV y EA.
Los resultados de 2011 dieron como alcalde a Julen Mendoza, de Bildu, que regenta la alcaldía del municipio en minoría con el apoyo del concejal de Ezker Anitza-IU.
| Partido político                                              | 2023  | 2023  | 2023       | 2019  | 2019  | 2019       | 2015  | 2015  | 2015       | 2011  | 2011  | 2011       | 2007  | 2007  | 2007       |
| Partido político                                              | Votos | %     | Concejales | Votos | %     | Concejales | Votos | %     | Concejales | Votos | %     | Concejales | Votos | %     | Concejales |
| Euskal Herria Bildu (EH Bildu)-Bildu                          | 6717  | 41,07 | 9          | 6941  | 36,90 | 9          | 5938  | 31,82 | 7          | —     | —     | —          | —     | —     | —          |
| Partido Socialista de Euskadi-Euskadiko Ezkerra (PSE-EE PSOE) | 4522  | 27,65 | 6          | 5273  | 28,03 | 6          | 5276  | 28,27 | 7          | 4970  | 28,24 | 7          | 6412  | 37,03 | 8          |
| Euzko Alderdi Jeltzalea-Partido Nacionalista Vasco (EAJ-PNV)  | 2501  | 15,29 | 3          | 3012  | 16,01 | 3          | 2725  | 14,60 | 3          | 2232  | 12,68 | 3          | 2101  | 12,13 | 2          |
| Elkarrekin Podemos (EP)-Ezker Anitza-IU-Errenteria            | 1407  | 8,60  | 2          | 2656  | 14,12 | 3          | 3518  | 18,85 | 4          | —     | —     | —          | —     | —     | —          |
| Partido Popular del País Vasco (PP)                           | 918   | 5,61  | 1          | 754   | 4,00  | 0          | 877   | 4,70  | 0          | 1579  | 8,97  | 2          | 1439  | 8,31  | 2          |
| Ezker Batua-Berdeak (EB-B)                                    | —     | —     | —          | —     | —     | —          | —     | —     | —          | 810   | 5,69  | 1          | 1889  | 10,91 | 2          |
| Eusko Alkartasuna (EA)                                        | —     | —     | —          | —     | —     | —          | —     | —     | —          | 6301  | 35,81 | 8          | 873   | 5,04  | 1          |
| Eusko Abertzale Ekintza-Acción Nacionalista Vasca (EAE-ANV)   | —     | —     | —          | —     | —     | —          | —     | —     | —          | —     | —     | —          | 4296  | 24,86 | 6          |

## Patrimonio
- Casco histórico

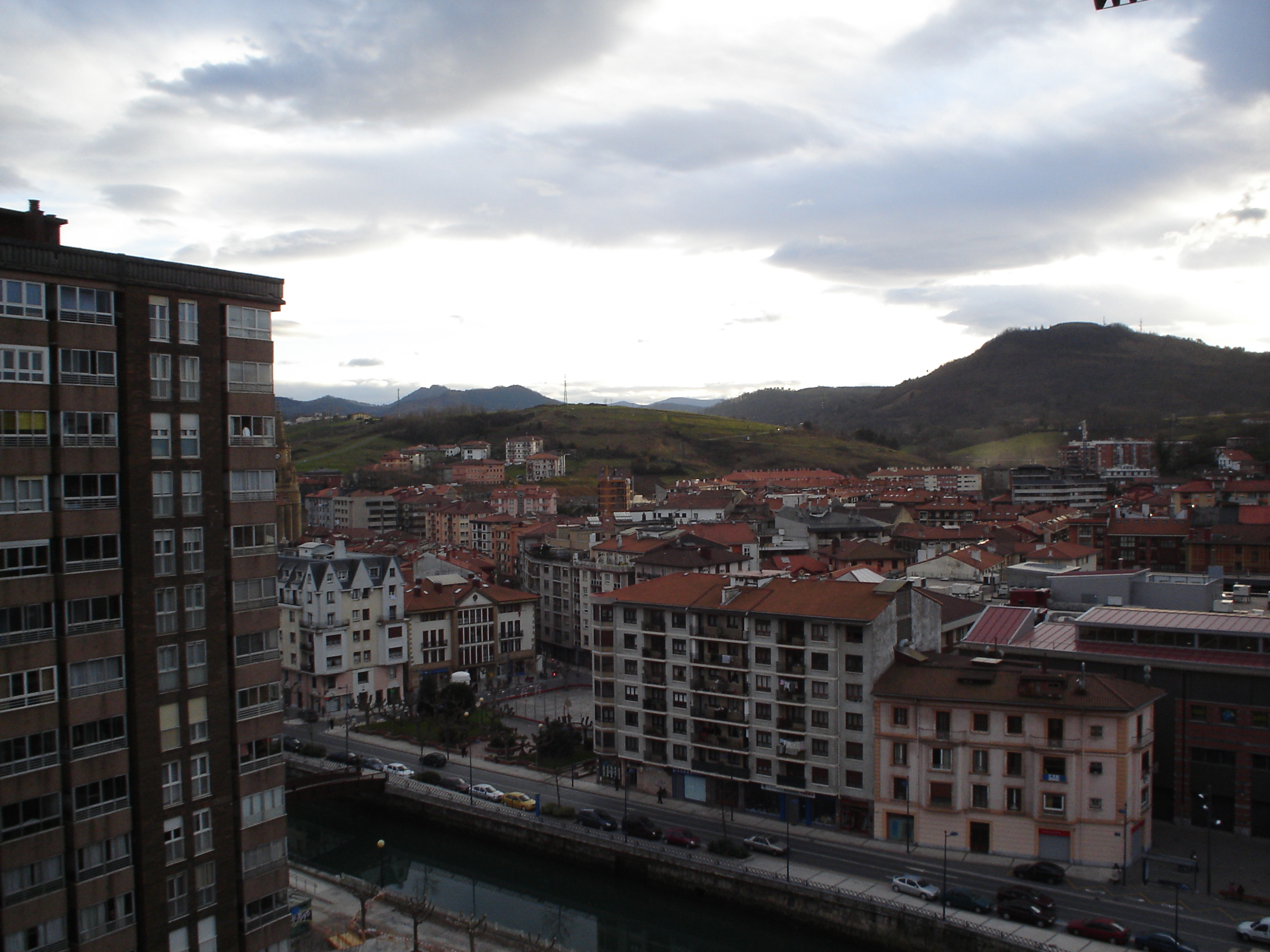
Rentería

- Cuevas de Aitzbitarte o Landarbaso

- Casa Torre Torrekua
- Casa Torre Morrontxo
- Palacio de Zubiaurre
- Fuerte de San Marcos
- Fuerte de Txoritokieta
- Iglesia de Nuestra Señora de la Asunción
- Mikelazulo
- Basílica de Santa María Magdalena
- Casa consistorial o Udaletxea
- Casa del Capitán o Kapitan Etxea
- Convento de las Agustinas

## Cultura

### Fiestas y tradiciones

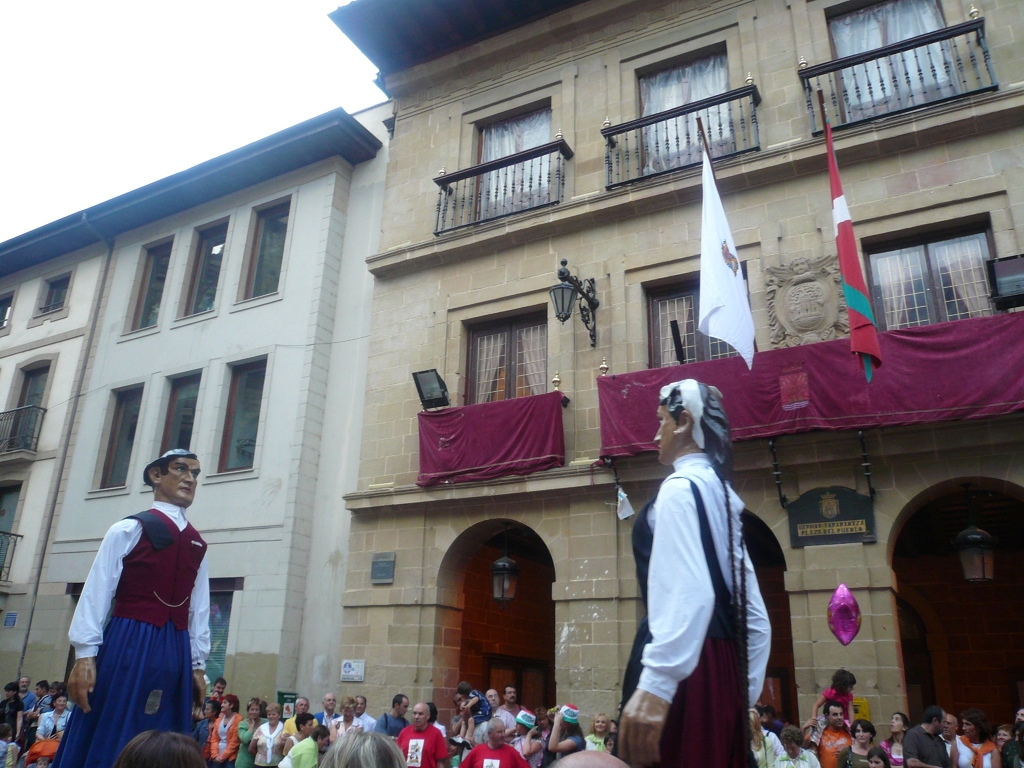
Magdalenas de 2007 en la plaza del pueblo, frente a la casa consistorial

Celebra sus fiestas en honor a Santa María Magdalena (22 de julio). Estas comienzan el 21 de julio a las 7 de la tarde, momento en el que se lanza el chupinazo desde el balcón de la casa consistorial, y duran hasta el 25 de julio a las 12 de noche, momento en que se vuelve a oír por última vez El Centenario.

## Ciudades hermanadas
Rentería está hermanada con:
- Fuentepelayo, España
- Lousada, Portugal
- Monroy, España
- Schorndorf, Alemania
- Tulle, Francia